# Klada (Chorwacja)
Klada – wieś w Chorwacji, w żupanii licko-seńskiej, w mieście Senj. W 2011 roku liczyła 39 mieszkańców.